# Papa Jack Laine

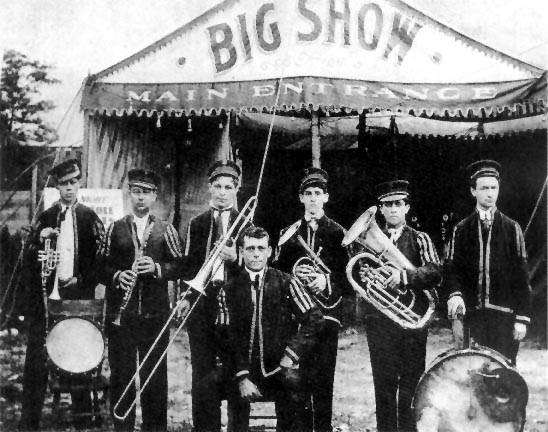
Papa Jack Laine (sitzend) mit seiner Band (von links nach rechts): Manuel Mello, Alcide Nunez, Leonce Mello, Alfred „Baby“ Laine, „Chink“ Martin Abraham, Tim Harris (1910)

„Papa Jack“ Laine, auch einfach Papa Jack, (eigentlich George Vitell Laine, * 21. September 1873; † 1. Juni 1966) war ein US-amerikanischer Brass-Band-Leader und Schlagzeuger des frühen Jazz (damals meist Ragtime genannt) bis zum Ersten Weltkrieg.

## Leben und Wirken

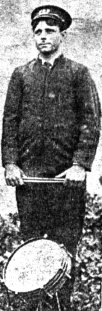
Papa Jack Laine (1906)

Papa Jack Laine wird gelegentlich als „erster weißer Jazzmusiker“ bezeichnet. Seine erste eigene Band, The Reliance leitete er 1891; er organisierte Bands für Paraden, Reklame- und Tanzveranstaltungen in New Orleans, wobei seine Bands meist den Zunamen „Reliance“ hatten. Dabei setzte er sich häufig über die seit der „Reconstruction“ Periode (ab etwa 1876) wieder eingeführten Rassentrennungsgesetze („Jim Crow Laws“) hinweg, indem er bei ihm beschäftigte afroamerikanische Musiker einfach als Mexikaner oder Kubaner bezeichnete. Zahlreiche Jazzmusiker, die später den New Orleans Jazz nach Norden trugen, wie alle Mitglieder der Original Dixieland Jass Band, aber auch George Brunis und seine Brüder, Sharkey Bonano und Tom Brown, waren zeitweise bei ihm beschäftigt. In seiner pianolosen Jack Laine’s Ragtime Band spielten Lawrence Vega (Kornett), Achille Baquet (cl), Dave Perkins (trb), Morton Abraham (git) und Willy Guitar (Kontrabass). Ramsey, Smith schreiben 1939 von der Ironie gegenüber den Vertretern eines „weissen Ursprungs“ des Dixieland, dass in diesem granddaddy of all Dixieland combinations zwei Farbige waren.
1917 zog er sich aus dem Musikgeschäft zurück. Er wurde Schmied und leitete später eine Garage bzw. Autowerkstatt. Es existieren keine Aufnahmen seiner Bands, er hat aber einige Interviews gegeben.
1951 entstanden noch Plattenaufnahmen mit Johnny Wiggs, Harry Shields und Tom Brown, die von dem New-Orleans-Jazz-Fan Edmond Souchon organisiert worden war, der dabei auch Gitarre und Banjo spielte. Es gibt auch Aufnahmen von 1959 ebenfalls mit Johnny Wiggs und Souchon (Tulane University, für American Music).